# Atentat na Kima Džong-nama
Kim Džong-nama, polbrata severnokorejskega voditelja Kim Džong-una, so umorili 13. februarja 2017, ko so ga na mednarodnem letališču Kuala Lumpur v Maleziji napadli s kemičnim sredstvom VX, ki so mu ga razmazali po obrazu in glavi. Kim je bil najstarejši sin Kim Džong-ila, drugega voditelja Severne Koreje od leta 1994 do 2011.
Štirje osumljenci iz Severne Koreje so kmalu po atentatu zapustili letališče in prispeli v Pjongjang, brez da bi jih aretirali. Drugi Severnokorejci so bili aretirani, vendar so bili izpuščeni brez obtožbe. Dve ženski, ena Vietnamka, druga Indonezijka, sta bili obtoženi umora. Trdili sta, da sta verjeli, da sta del televizijske potegavščine. Leta 2019 so obtožbe za umor umaknili. Vietnamka, Đoàn Thị Hương, je priznala krivdo, da je prostovoljno povzročila škodo s pomočjo nevarnega orožja ali sredstev in bila obsojena na tri leta in štiri mesece zaporne kazni, vendar so ji kazen skrajšali za tretjino, mesec dni kasneje pa so jo izpustili. Mnogi verjamejo, da naj bi za Kimovim umorom stal njegov mlajši brat Kim Džong-un.